# رومشتیک
رومُشتیک روستایی در دهستان پسکوه بخش سده شهرستان قائنات استان خراسان جنوبی ایران است. بر پایه سرشماری عمومی نفوس و مسکن در سال ۱۳۹۰ جمعیت این روستا ۲۸۵ نفر (در ۸۵ خانوار) بوده‌است.